# 纳茜菜属
纳茜菜属（学名：Narthecium）是百合科下的一个属。该属共有4种，分布于北温带。